# Bad Brambach
Bad Brambach é um município da Alemanha, situado no distrito de Vogtlandkreis, no estado da Saxônia. Tem 43,92 km² de área, e sua população em 2019 foi estimada em 1.833 habitantes.